# Google Domains

Logo

Google Domains – usługa firmy Google pozwalająca zarejestrować domenę internetową i nią zarządzać. Jest skierowana zarówno do firm, jak i osób prywatnych. Serwis oferuje swoim użytkownikom ukrycie danych właściciela domeny, zmianę ustawień DNS, całodobowe wsparcie techniczne oraz stworzenie do 100 subdomen i adresów mailowych. Usługa aktualnie znajduje się w fazie zaawansowanych beta–testów. Są obsługiwane w następujących krajach:
- Australia
- Brazylia
- Kanada
- Francja
- Indie
- Indonezja
- Włochy
- Japonia
- Malezja
- Meksyk
- Holandia
- Nowa Zelandia
- Filipiny
- Polska
- Singapur
- Republika Południowej Afryki
- Hiszpania
- Szwecja
- Tajlandia
- Turcja
- Wielka Brytania
- Stany Zjednoczone
- Wietnam[3]